# Arbejdernes Andels Boligforening (Aarhus)
 For alternative betydninger, se Arbejdernes Andels Boligforening. (Se også artikler, som begynder med Arbejdernes Andels Boligforening)
Arbejdernes Andels Boligforening (AAB) er Aarhus' ældste almene boligorganisation, grundlagt i 1919. Arbejdernes Andels Boligforening har i dag 23.000 beboere i 8300 boliger, fordelt på 55 afdelinger. AAB er i dag både den ældste og den største boligforening i Aarhus, målt på antal boliger og beboere.
Der er mange andre almene boligorganisationer i Danmark med samme navn, heriblandt AAB i København, Varde, Skive, Vejle og Horsens for blot at nævne nogle stykker.

## Historie
AAB blev stiftet med det formål at give arbejderklassen mulighed for en bolig med have og frirum. Et sjældent privilegium for datidens arbejder. En af byens håndværksmestre J. Perregaard tog initiativ til stiftelsen og opførte de første boliger, som vi i dag kender som afd. 1 – Villabyen Skovbakken, tvillingehusene som ligger ved Marienlund. Den første boligafdeling blev bygget i flere tempi og bestod ved sin færdiggørelse af 101 boliger i alt. Det førte hurtig til flere byggerier og nye boligafdelinger og organisationen voksede støt de første år. Under krigen stod det lidt stille med byggeriet, men efter krigen tog det fart igen og har gjort det støt siden.

## Nuværende boliger
AABs boliger varierer i byggestil fra etagebyggeri til rækkehuse og fritliggende huse. Et bredt udvalg med både familie-, ungdoms- og ældreboliger. Alle boliger bliver løbende vedligeholdt og moderniseret, så de overholder lovens og tidens krav. Med udbuddet af boliger tilgodeses forskellige boformer og en varieret beboersammensætning. 
AABs boliger udlejes på aarhusbolig.dk, der er Aarhus største boligportal. I aarhusbolig samarbejder alle Aarhus' almene boligorganisationer om udlejning af lejeboliger i Aarhus. Det giver adgang til en fælles opnotering med over 45.000 lejeboliger.
AABs ungdomsboliger udlejes gennem Den Fælles Opnotering.

## Beboere
I dag har AAB en beboersammensætning, der afspejler det omkringliggende samfund.